# Petty Harbour-Maddox Cove
Pour les articles homonymes, voir Maddox.
Petty Harbour-Maddox Cove est un village situé sur la côte est de la péninsule d'Avalon, Terre-Neuve-et-Labrador. La ville a été fondée au début du XIXe siècle, bien que le site en lui-même ait été occupé depuis au moins 1598. Au recensement de 2021, une population de 947 habitants est dénombrée par Statistique Canada (voir liens externes).
On y trouve la première station hydroélectrique (Petty Harbour Generating Station) de Terre-Neuve-et-Labrador.

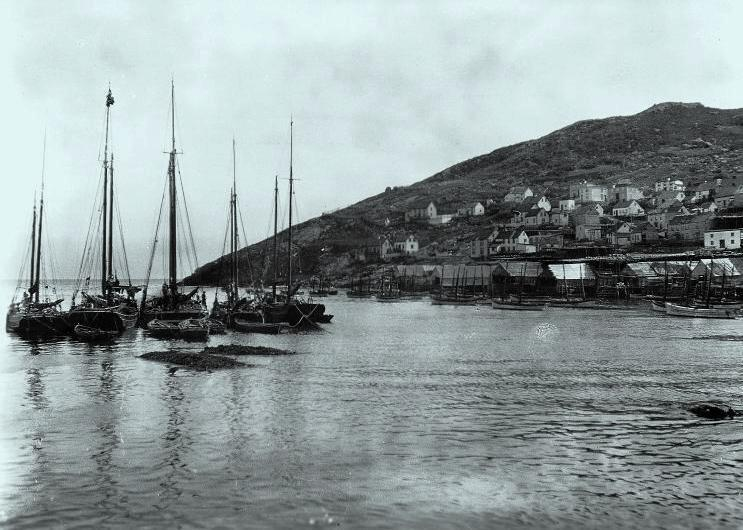
Bateaux de pêche, Petty Cove, 1908
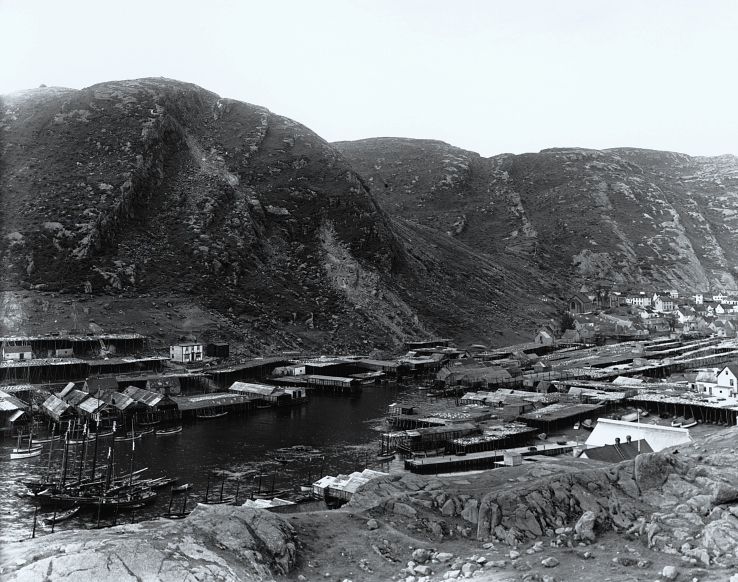
Petty Cove, 1908

## Sources

## Compléments